# Barreiros (Hiszpania)
Barreiros – nadmorska miejscowość w Hiszpanii w regionie Galicja w prowincji Lugo, na północnym wybrzeżu klifowym Galicji. Pierwsza wzmianka o mieście pochodzi z 775 roku, wówczas to rozpoczęto tu budowę klasztoru. Miejscowość turystyczna i wypoczynkowa.